# Piazza Pretoria
Piazza Pretoria, egyéb nevén piazza della Vergogna (Szégyen tere) Palermo történelmi belvárosának egyik legismertebb tere. Kalsa negyedben található. A tér a Fontana Pretoria monumentális szökőkútjáról ismert.

## Történelem
Palermo szenátusa 1573-ban vásárolta a szökőkutat, amit eredetileg Firenzében a Szent Kelemen Palotának szántak. Mivel a szökőkútnak nem volt helye, ezért Palermóban csak úgy tudták elhelyezni, ha lebontanak házakat. 1581-re a munkáltak befejeződtek, amit Camillo Camilliani és Michelangelo Naccherino szobrászok vittek véghez.
A szökőkúton 16 meztelen szobor található nimfákról, emberekről, sellőkről és szatírokról. A 19. században a tér a városvezetés korruptságát jelképezte, valamint a meztelen szobrok miatt a teret "Szégyen terének" nevezték el a helyiek.

## Leírás
A tér közepén a Fontana Pretoria található, amit 1554-ben készített Francesco Camilliani. A tér négyoldalából három épületekkel van körbezárva: A Pretoriánius Palota, Alexandriai Szent Katalin-templom valamint a Bonocore és Bordonaro Palota.

## Galéria

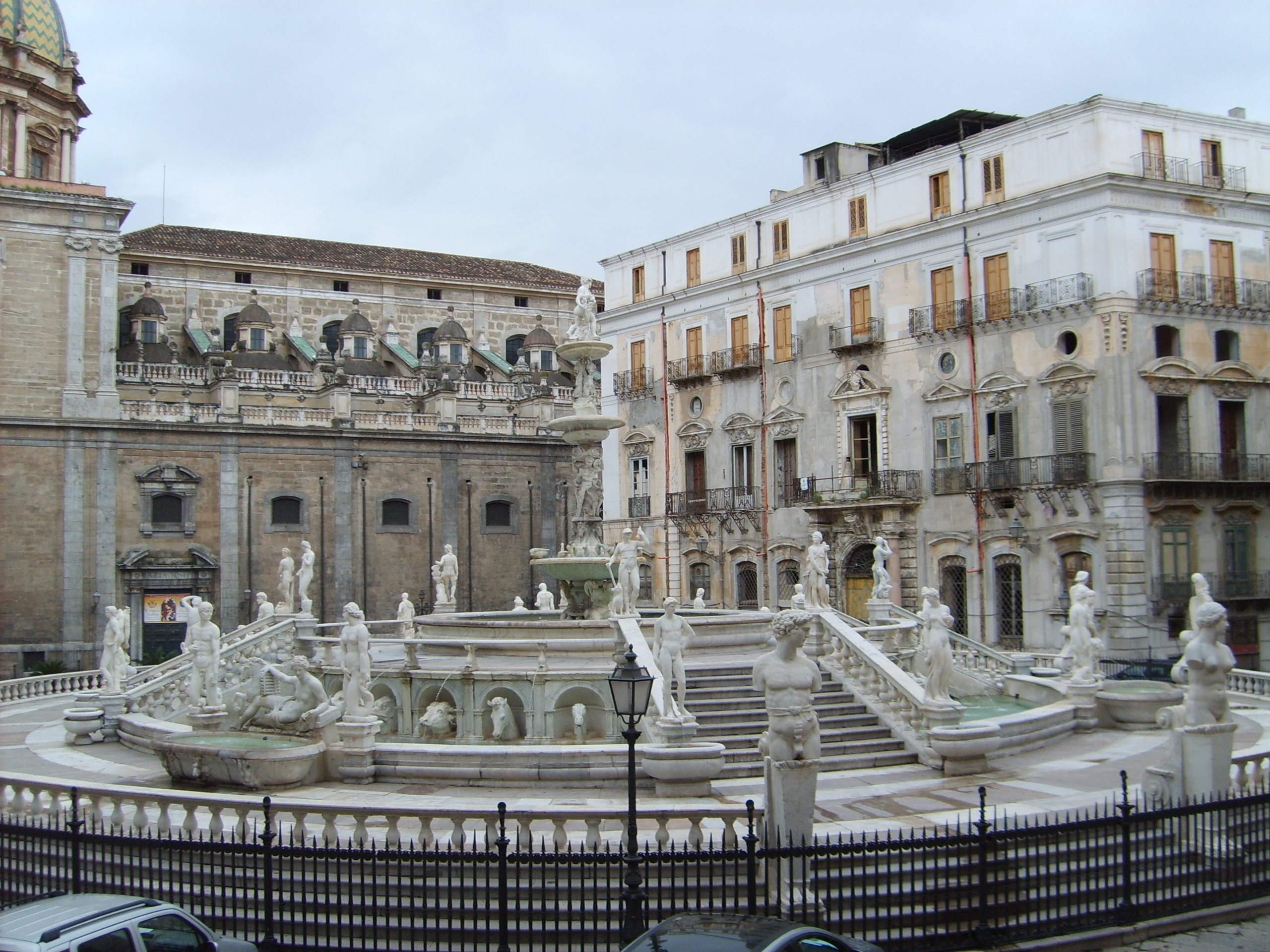
A szökőkút.
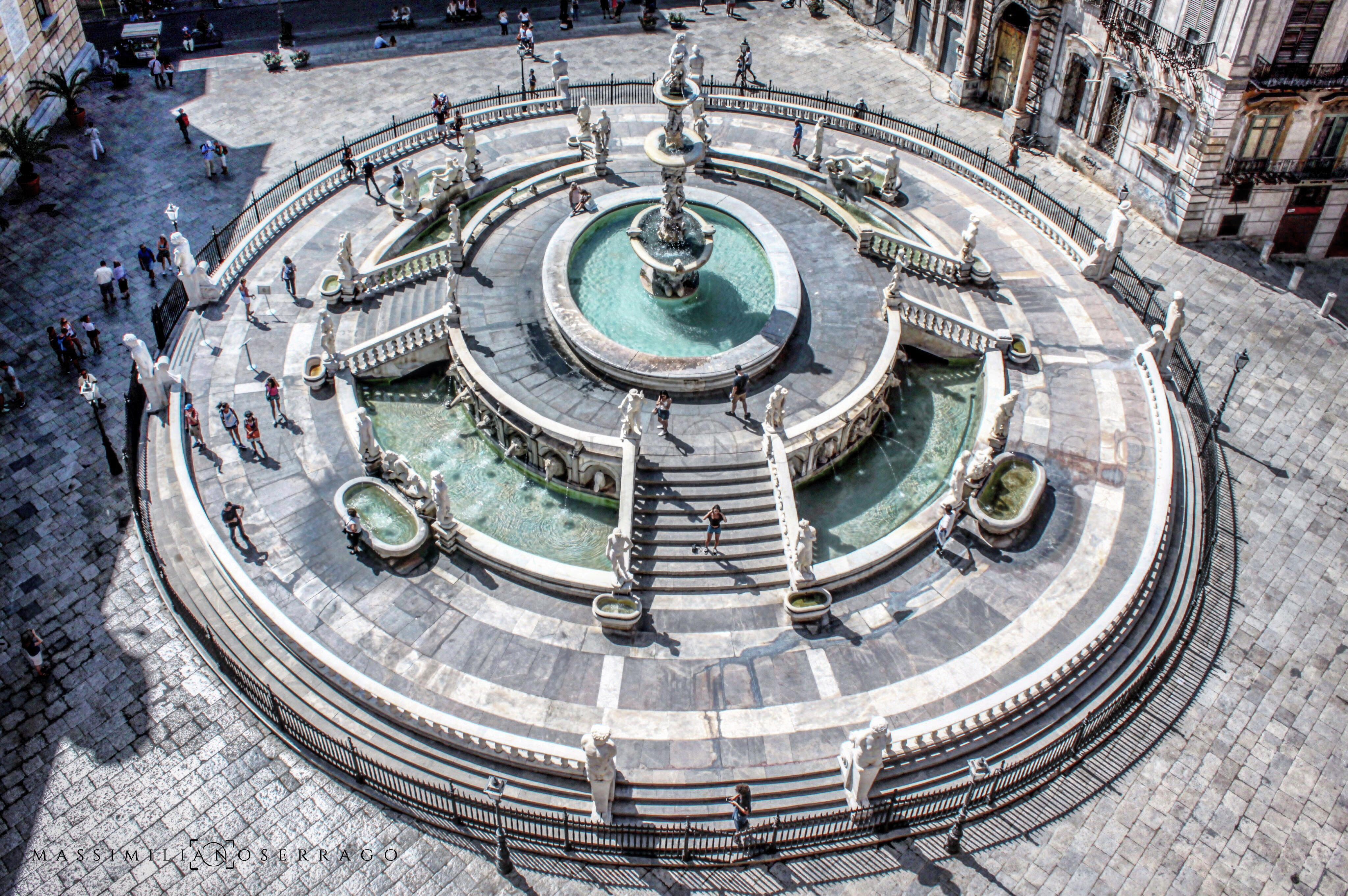
Szent Katalin-templom tetejéről nézet.
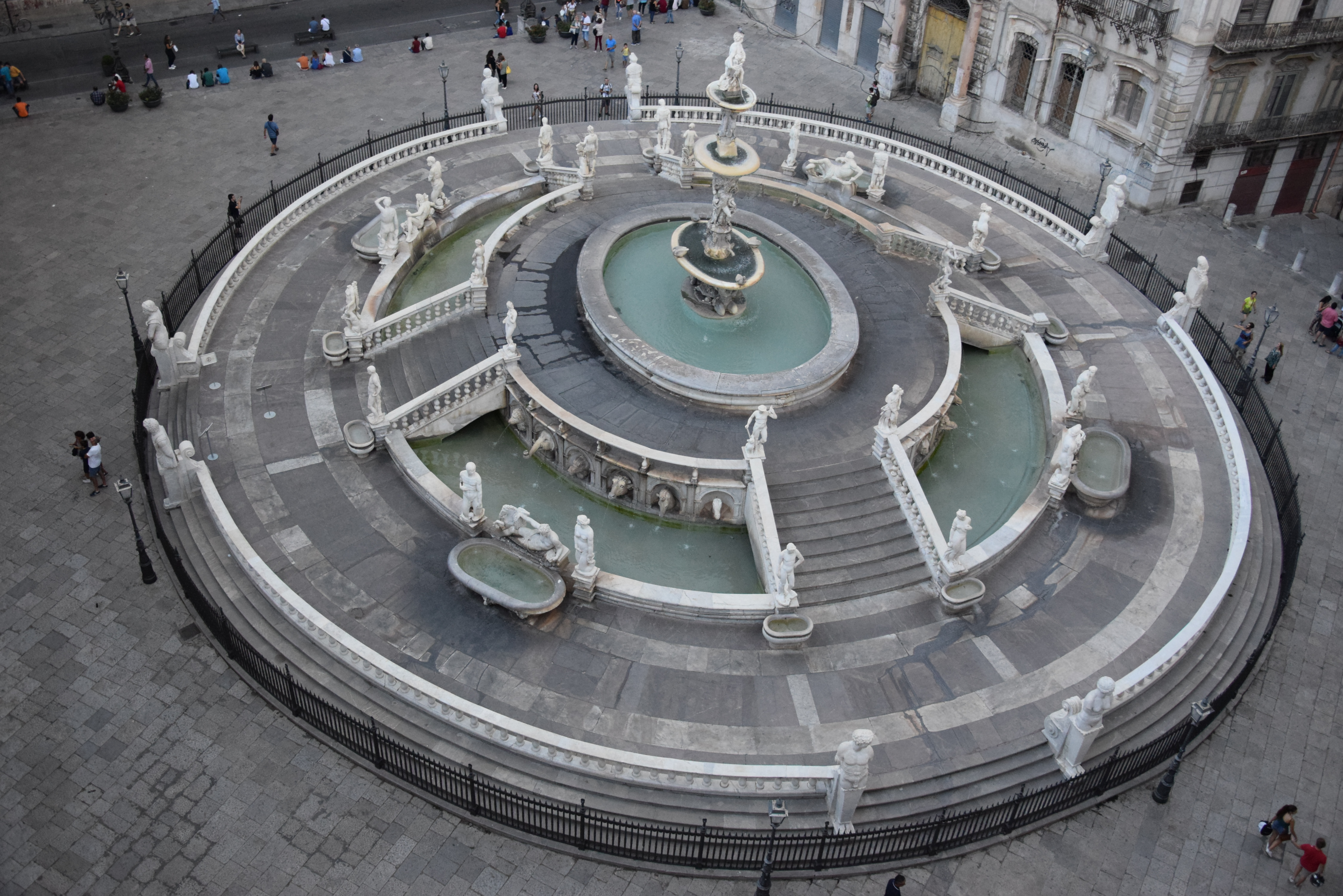
Légifelvétel
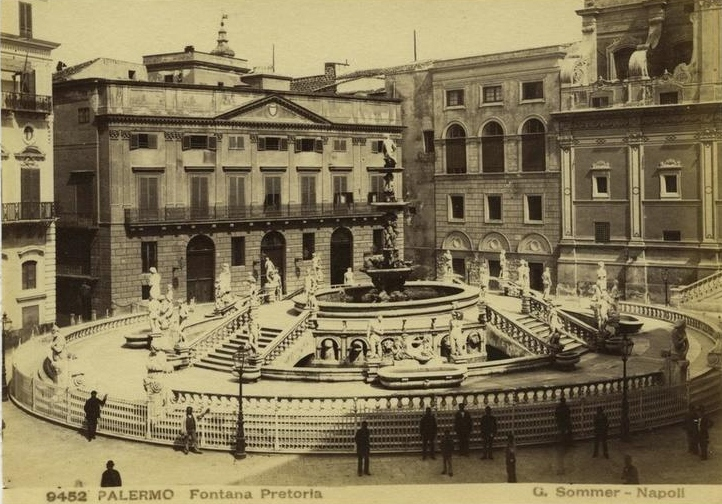
A tér a 19. század végén.
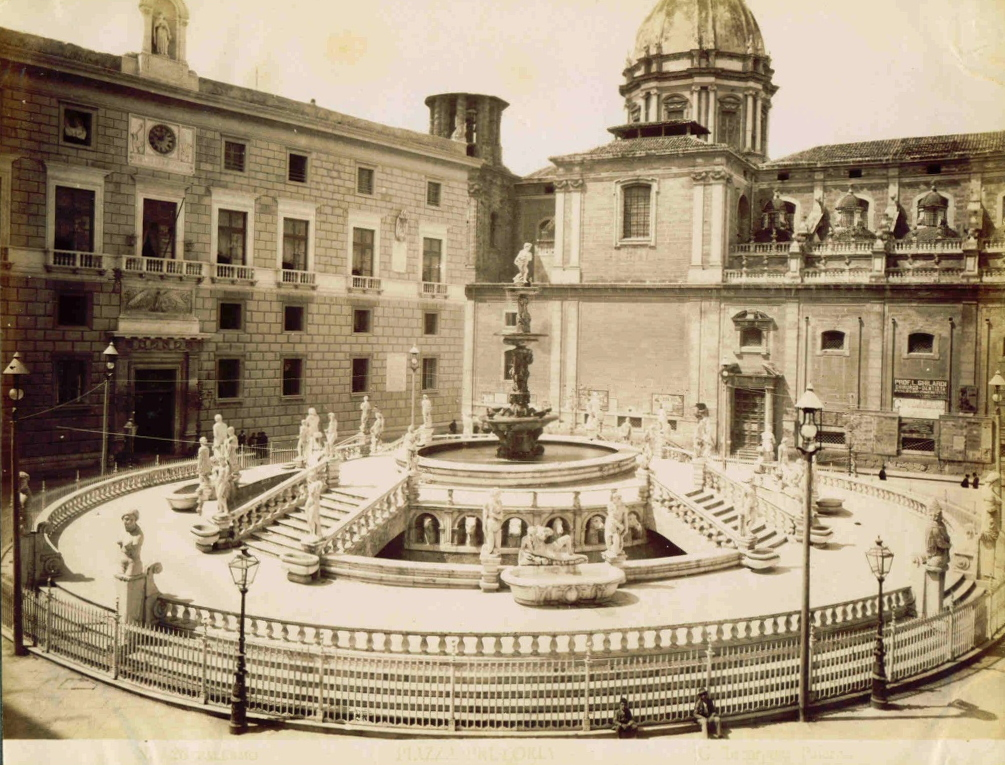
A tér a 20. század elején.